# Tupolew Tu-128
Die Tupolew Tu-128 (russisch Туполев Ту-128, NATO-Codename: Fiddler) war ein sowjetischer Langstreckenabfangjäger. Er wurde 1957 bei Tupolew in Auftrag gegeben und basierte auf der als Langstreckenbegleitjäger konzipierten Tu-102. Eine frühe Bezeichnung der Tu-128 war auch Tu-28 oder Tu-28P. Sie ist das größte in Serie gebaute Jagdflugzeug weltweit.

## Geschichte
Hintergrund der Entwicklung der Tu-128 war der Bedarf an einer weiträumigen Luftverteidigung gegen neuentwickelte westliche Flugzeuge und Marschflugkörper in den entlegenen Grenzgebieten der Sowjetunion, die Anfang der 1950er-Jahre weder von damaligen Abfangjägern noch von den frühen Luftabwehrraketen wie der S-25 und S-75 abgedeckt werden konnten. Dafür wurden Allwetterabfangjäger mit großer Reichweite und hochentwickelten Ortungssystemen benötigt. Entsprechende Überlegungen gab es schon beim Entwurf der La-250, die 1956 zu ihrem Erstflug startete. Die Konstruktion der Tu-128 begann 1958 auf Grundlage eines früheren Bomberentwurfes mit der Bezeichnung Tu-98. Am 4. Juni 1959 und 28. August 1959 erließen das Zentralkomitee der KPdSU und der Ministerrat Weisungen, in denen die Entwicklung eines Luftabfangkomplexes mit der Bezeichnung Tu-28-80 angeordnet wurde. Entsprechend dieser Weisungen sollte das OKB-156 das Flugzeug mit zwei Triebwerken Ljulka AL-7F-2 oder zwei WD-19 des OKB Dobrynin konstruieren. Das Radarsystem Smertsch sollte vom OKB Wolkow und die K-80-Rakete vom OKB Bisnowat entwickelt werden. Der Prototyp sollte im ersten Quartal 1960 für Erprobungen und im vierten Quartal 1960 für die staatliche Abnahme zur Verfügung stehen. Noch während der Konstruktionsphase der Tu-28-80 wurden auch Aufträge zur Entwicklung von ferngelenkten Zieldarstellungsflugzeugen auf Basis der Il-28 und Jak-25 erteilt und an ferngelenkten Tu-16 gearbeitet. Für die Erprobung des Radars wurden Tu-98LL und Tu-10LL verwendet.
Die Hauptbewaffnung der Tu-128 bestand aus Luft-Luft-Raketen vom Typ Bisnowat R-4 (K-80; NATO-Bezeichnung: AA-5 „Ash“) mit Radar- oder Infrarotzielerfassung. Die zwei Raketen mit Radarsuchkopf sollten für Angriffe auf entgegenkommende Flugzeuge verwendet werden und die zwei Raketen mit Infrarotsuchkopf gegen Flugzeuge beim Angriff aus der hinteren Halbsphäre oder bei funktechnischen Gegenmaßnahmen zum Einsatz kommen. Man ging dabei aus theoretischen Überlegungen von einer Vernichtungswahrscheinlichkeit von etwa 76 % beim Angriff mit zwei Raketen auf ein gegnerisches Flugzeug aus. Die Raketen liefen später je nach Ausführung unter der Bezeichnung R-4R und R-4T in verschiedenen Varianten. Einsatzgebiet war vor allem das Abfangen von sehr hoch fliegenden Zielen wie Langstreckenbombern, wobei die Tu-128 nicht auf der Höhe des angreifenden Flugzeuges fliegen musste. Die Besonderheit dabei war, das man keine Notwendigkeit für einen Manöverluftkampf sah und das Flugzeug nur für ein Lastvielfaches von 2,0 bis 2,5g auslegte, die Rakete dafür bis 15 g. Der Jäger sollte beim Angriff hochziehen, wodurch der maximale Suchwinkel des Radars nach oben verringert werden konnte. Auf Grund ihrer relativ großen Reichweite konnte die Tu-128 3 bis 3½ Stunden patrouillieren.
Im Juni 1959 wurden dem Auftraggeber die Entwurfszeichnungen vorgelegt. Der Bau des Prototyps begann im Dezember 1959 und wurde im Sommer 1960 beendet. Da jedoch das Radar und die Prototypen der Raketen noch nicht fertig waren, wurde der Prototyp erst am 23. Januar 1961 zur Werkserprobung übergeben. Die ersten Rollversuche fanden am 27. Februar 1961 statt und am 18. März starteten die Piloten M. Koslow und K. Malchassjan zum Erstflug. Beim achten Flug am 20. April erreichte die Maschine in 11.000 m Höhe Mach 0,98 und am 24. April 1961 Mach 1,06. Bereits am 9. Juli wurde der Prototyp auf der Tuschinoer Luftparade erstmals in der Öffentlichkeit gezeigt. Der Prototyp trug die Bezeichnung Tu-28, die Produktionsbezeichnung lautete Isdelije (Erzeugnis) 1. Die erste Serienmaschine (0101) aus dem Werk Nr. 64 in Woronesch hatte am 13. Mai 1961 ihren Erstflug und am 20. März 1962 begannen mit den nun vorhandenen fünf Maschinen die gemeinsamen staatlichen Tests. Im August 1962 begannen Abfangtests auf eine Tu-16 und am 27. September schoss der erste Prototyp erstmals eine ferngesteuerte Il-28M, die aus etwa 30 km Entfernung aufgefasst wurde, mit einer R-4R ab. Die Werkserprobungen und staatlichen Tests waren sehr umfangreich und liefen über einen Zeitraum von vierzig Monaten und 799 Testflügen. Noch in dieser Erprobungszeit wurde am 10. November 1962 von der staatlichen Zulassungskommission der Start der Serienproduktion erlaubt. Die Flugtests verliefen bis auf einen gefährlichen Zwischenfall reibungslos, so dass nur wenige Änderungen für die Serienmaschine notwendig waren. Unglücklicherweise wurde der gefährliche Zwischenfall nicht umfassend untersucht und führte wahrscheinlich neun Jahre später zu einem tragischen Absturz einer Serienmaschine unter ähnlichen Bedingungen. Bei dem Flugtest kam eine Maschine durch einen asymmetrischen Abschuss der Raketen in 11.800 m Flughöhe ins Trudeln und konnte erst in 2000 m durch den Testpiloten Juri Rogatschew wieder abgefangen werden. Am 12. Dezember 1963 erhielt das Flugzeug die Bezeichnung Tu-128, der Luftwaffenkomplex um das Flugzeug mit den Raketen wurde als Tu-128S-4 bezeichnet (Beschluss 00134). Zu diesem Zeitpunkt waren auch die AL-7F-1 der Prototypen schon durch das stärkere AL-7F-2 ersetzt worden und umfangreiche kleinere Änderungen an der Struktur und Ausrüstung erfolgt. Kleinere Verbesserungen erfolgten auch noch stetig während der Serienproduktion. Am 30. April 1965 wurde das Flugzeug offiziell in die Bewaffnung der sowjetischen Luftverteidigung übernommen. Die erste Serienvariante besaß noch zwei Stabilisierungsflossen unter dem Heck, um die negativen Effekte der großen abnehmbaren Rumpfwanne, die die Flugdatenschreiber enthielt, auszugleichen. Später wurden die Stabilisierungsflossen entfernt, nachdem festgestellt wurde, dass auf diese verzichtet werden konnte. Auf der Luftparade 1967 wurde dann eine Serienmaschine ohne Rumpfwanne und Stabilisierungsflossen gezeigt, welche im Westen als Tu-128P bezeichnet wurde.
Die zweite Stufe der Einsatztests der Maschine wurde 1968 abgeschlossen. Dabei zeigte sich, dass es für die Tu-128 sehr schwer war, schnell fliegende Flugzeuge aus dem hinteren Bereich abzufangen. Zusätzlich zeigte sich, dass die Tu-128 tieffliegende Ziele nicht bekämpfen konnte, was seitens der USA und der NATO-Staaten in den späten 1960er Jahren die Standardangriffstaktik wurde. Deswegen erfolgte am 26. Dezember 1968 die Weisung zur Modernisierung zur Tu-128M, die unter anderem ein neues Radar Smertsch-M und neue Raketen R-4RM und R-4TM erhalten sollte. Die Modernisierungspläne vom OKB Tupolew für die Tu-128M lagen im November 1969 vor und der Umbau von zwei Maschinen (4201 und 4202) begann. Am 5. August 1970 wurde die erste der beiden Maschinen zur Erprobung ausgeliefert. Das Testprogramm in Schukowski lief bis zum 24. Juli 1974, die Truppenerprobung lief ab Sommer 1977 auf dem Schießplatz in Sary-Schagal, jedoch wurde der Luftwaffenkomplex Tu-128S-4M nach Abstellung diverser Mängel erst am 28. Juni 1979 offiziell in die Bewaffnung übernommen und die vorhandenen Maschinen danach durch die Service- und Reparaturwerkstatt in Semipalatinsk auf diesen Stand gebracht. Der Umbau lief sehr langsam und dauerte bis 1984. Äußerlich waren die Tu-128M nur durch zusätzliche Lufteinlässe für ein verbessertes Kühlsystem unterhalb des Cockpits zu erkennen, das notwendig wurde, weil die Tu-128M gewöhnlich tiefer (500 bis 1.500 anstelle von 8.000 bis 10.000 m bei der Tu-128) fliegen sollte.
Etwa zur gleichen Zeit, als die Weisung zur Entwicklung der Tu-128M erfolgte, begann im OKB Tupolew auch die Entwicklung des Trainers Tu-128UT. Die Weisung dazu war formal schon im September 1966 erfolgt, jedoch wurde anfangs wegen der guten Flugeigenschaften der Maschine dies nicht für notwendig gehalten. Am Ende der Entwicklungsphase traf man am 4. August 1970 die Entscheidung, vier vorhandene Serienmaschinen zu Tu-128UT umzubauen. Bei diesen wurde anstelle des Radars der Sitz für den Instrukteur eingebaut. Nach den Flugtests Anfang 1971 wurde diese Variante am 14. September 1971 offiziell abgenommen. Alle 14 gebauten Trainer wurden mangels Geldmittel für den Bau von neuen Maschinen aus vorhandenen Tu-128 umgebaut, wobei die zehn im Jahr 1971 gebauten Maschinen dem Tu-128M-Stand entsprachen. In diesem Jahr endete auch die Produktion der Tu-128. Neben den Tu-128UT wurden 1968 in Leningrad auch drei hochentwickelte Flugsimulatoren KTS-128 gebaut, die neben den normalen Flugsituationen wie Start, Landung und Abfangen auch diverse Fehlfunktionen simulieren konnten.
Jedoch wurden lange vor der Tu-128M schon Anstrengungen zur Weiterentwicklung der Maschine unternommen. So wurde in die erste Serienmaschine 0101 Anfang 1963 das mit 11.100 kp schubstärkere, aber etwas schwerere AL-7F-4 und modifizierte Steuerklappen eingebaut. Etwas später wurde das nochmals verbesserte AL-7F-4G-Triebwerk verwendet, womit die Tu-128 Mach 1,6 (nach anderen Quellen Mach 1,96) mit voller Bewaffnung erreichen konnte. Die Serienproduktion wurde aufgrund der notwendigen Änderungen jedoch nicht freigegeben. Ein ähnliches Schicksal ereilte den Vorschlag, anstelle des AL-7F ein stärkeres WD-19, ein verbessertes Radar (Smertsch-A oder Groza-100) und neue Raketen (K-80M oder K-100) zu verwenden. Dieses Triebwerk wurde 1965 nur in eine Tu-128LL-Triebwerkstestmaschine eingebaut, wobei sich zeigte, dass die Maximalgeschwindigkeit nur um etwa 100 km/h stieg, was zum Abbruch der Versuche für die Tu-28A-80- bzw. Tu-28A-100-Projekte führte. Weitere Projekte wie der Einbau eines Kolessow-RD-36-41-Triebwerks blieben wie die Tu-138-60 (WD-19-Triebwerk, Smersch-A-Radar und K-60 Rakete), die Tu-138-100 (WD-19-Triebwerk, Groza-100-Radar und K-100 Rakete), die Tu-148-100 (Schwenkflügel, RD-19-R2-Triebwerk, Smersch-100-Radar und K-100 Rakete) und die Tu-148-33 (Zaslon-Radar, R-33-Rakete) reine Entwicklungsstudien. Das vom damaligen Luftwaffenchef Anatoli L. Kadomzew unterstützte Projekt der Tu-148-33, die eine Reichweite von mehr als 4500 km erreichen und auch tief und sehr hoch fliegende Ziele bekämpfen sollte, kam zum Erliegen, nach dem Kadomzew im Mai 1968 beim Absturz einer MiG-25P ums Leben gekommen war und die neue Führung auf die MiG-31 setzte. Die 1969 vorgeschlagene Weiterentwicklung einer Tu-128B zum taktischen Bomber mit 2345 km Reichweite bei 1,5 t Nutzlast und 1770 km/h kam nie zum Abschluss, da das Projekt der Jak-28 und der Su-24 für diesen Zweck besser geeignet war. Auch der Vorschlag zum Bau eines Tu-128R-Aufklärers wurden durch die sowjetische Regierung abgelehnt.
Die letzten dokumentierten Flüge einer Tu-128 fanden im Herbst 1988 bei der Überführung der verbliebenen Maschinen nach Rschew statt. Heute sind noch vier Maschinen erhalten, eine in Monino, eine auf dem Militärflugplatz Sawasleika und zwei in Rschew.

## Varianten
Es wurden in der Zeit von 1962 bis 1971 insgesamt 198 Stück dieser Maschine gebaut.
Tu-28 („Fiddler-A“)

Für die Erprobung wurden zwei Prototypen erbaut. Diese hatten noch zwei Stabilisierungsflossen unter dem Heck und lediglich zwei Lenkwaffenstartschienen.
Tu-128 („Fiddler-B“)

Die Tu-128 wurde in der ursprünglichen Form in zwei bekannten Modifikationen ausgeliefert. Die Basisvariante wurde 1964 in den Dienst genommen. Sie verfügt über vier Lenkwaffenstartschienen und wurde als Gesamtwaffenkomplex Tu-128S-4 benannt. Im Westen wurde sie auch als Tu-28P oder Tu-128P benannt.
Tu-128UT („Fiddler“)

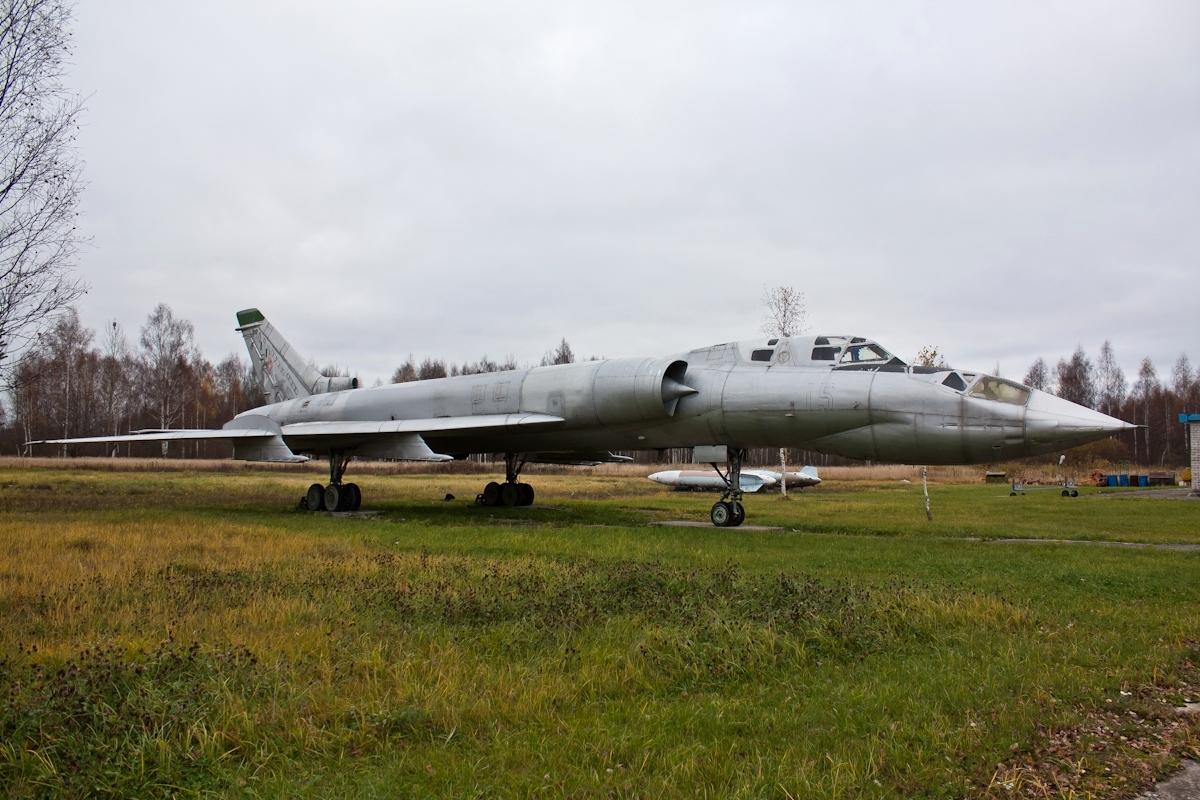
Tu-128UT beim Militärflugplatz Rschew

Die Tu-128UT war mit einem zusätzlichen Cockpit vorne anstatt eines Radars als Trainingsmaschine ausgelegt. Damit verfügte diese Variante über drei Sitzplätze, wobei der Nutzen dieser Trainingsversion für den Bordoperateur aufgrund des fehlenden Radars beschränkt war. Von dieser Variante wurden lediglich zehn neu gebaute Tu-128 sofort umgerüstet und vier vorhandene Tu-128 Maschinen umgebaut. Bei den sowjetischen Luftstreitkräften wurden diese Maschinen wegen ihres Aussehens oft „Pelikan“ genannt.
Tu-128M („Fiddler“)

Ab 1971 wurden auf Basis der alten Maschine Tests durchgeführt, um die Maschine flexibler zu machen. Sie sollte für den bodennahen Kampf in Bereichen 500–1500 Meter über Grund einsetzbar sein und gleichzeitig die Dienstgipfelhöhe verbessert und die Geschwindigkeit erhöht werden. Kernpunkte dieser Modifikation waren der Einbau eines neuen Radars vom Typ RP-SM „Smertsch-M“, einer Verbesserung des in der MiG-25 verwendeten RP-SA „Smertsch-A“, und Vorrichtungen zur Aufnahme verbesserter Raketen vom Typ R-4RM und R-4TM. Diese Variante wurde als Tu-128M bezeichnet. Bis 1984 wurden alle verbliebenen Maschinen umgerüstet und standen bis 1990 im Dienst. Nachfolgemuster der Tu-128M war in den meisten Einheiten die MiG-31.

## Konstruktion
Die Tu-128 ist ein in Halbschalenbauweise hergestellter Tiefdecker, dessen Rumpf aus vier Teilen zusammengesetzt wurde. Die Rumpfspitze geht bis zum Spant 11 und enthält das Radom, den vorderen Geräteraum und die Druckkabine für die zwei auf KT-1-Schleudersitzen untergebrachten Besatzungsmitglieder. Die Schleudersitze erlaubten die Rettung bei einer Geschwindigkeit im Horizontalflug zwischen 130 und 1150 km/h und in jeder Höhe. Der Luftdruck im Cockpit wurde bis in 7000 m Höhe auf einem Druck gehalten, der dem in 2000 m Höhe entsprach, in größeren Höhen sank der Druck in der Kabine kontinuierlich und entsprach in Dienstgipfelhöhe dem in 6000 m Höhe. Zum Schutz der Besatzung bei Ausfall des Systems oder bei Nutzung der Schleudersitze war die Besatzung mit Sauerstoffmasken oder alternativ mit kompletten Druckanzügen (z. B. für den Flug über Wasser) ausgerüstet. Das Cockpit war mit einem Heiz- und Kühlsystem ausgerüstet, wobei sich letzteres bei Flügen in geringer Höhe und vor allem bei der Vorbereitung der Maschine im Sommer als unzureichend herausstellte. In der Tu-128M wurde das Kühlsystem durch zusätzliche ausfahrbare Lufteinlässe wenigstens im Flug verbessert. Das Rumpfvorderteil mit Bugrad- und Luftansaugschacht mit beweglichem Konus geht bis zum Spant 25. Das Rumpfmittelteil reicht von Spant 25 bis 32 und enthält die Tragflächenbefestigung und die Luftansaugklappen für Zusatzluft für die Triebwerke. Das Rumpfhinterteil bis Spant 57 enthält die Triebwerke, die Nachbrenner, die Heckruder mit 54° Pfeilung und den Behälter für den Bremsschirm mit 50 m² Kuppelfläche. Die Tragflügel mit 56° Pfeilung bestehen aus fünf Teilen, wobei die druckdichten Mittelteile als Kraftstoffbehälter ausgelegt sind und die Anschlagpunkte für das Hauptfahrwerk und die Waffenträger enthalten. Insgesamt führt die Maschine 15.500 Liter TS-1-Kraftstoff in zehn Rumpfbehältern und zwei Flügelbehältern mit. Das Fahrwerk besteht aus einem doppelt bereiften Bugfahrwerk mit Rädern in der Dimension 600 × 155W und einem Hauptfahrwerk mit zwei Doppelrädern 800 × 225W. In Auswertung der Probleme bei der Tu-98 wurde die Spurweite von 2,5 m auf 6,85 m verbreitert, um die Stabilität bei Start und Landung zu verbessern. Als Triebwerke kommen Ljulka AL-7F-2 mit 10.100 kp Schub mit Nachbrenner und einer Sollbetriebszeit von 300 Stunden zum Einsatz. Die Avionik erlaubt den Einsatz zu jeder Tages- und Nachtzeit und unter allen Wetterbedingungen. Als Bewaffnung kamen je zwei Raketen mit Infrarotsuchkopf an den inneren Trägern an den Tragflächen und zwei Raketen mit halbaktivem Radarsuchkopf an den äußeren Trägern zum Einsatz. Diese konnten bis zu einer Geschwindigkeit von Mach 1,38 gefahrlos abgefeuert werden. Das Heranführen des Flugzeuges an ein Ziel konnte mit Hilfe der bodengestützten automatischen Leitsysteme Wosduch-1 und Kaskad-M erfolgen, deren Daten durch das Lasur-M-Datenlinksystem an Bord empfangen und entsprechend angezeigt wurden. Diese konnte die Luftraumsituation in einem Radius von bis zu 1000 km erfassen und Ziele an die Tu-128 weitergeben. Ebenfalls möglich mit diesem System war die Leitung zum Landflugplatz. Das Smertsch-Radar der Tu-128 konnte Flugzeuge der Größe einer Tu-16 auf mindestens 50 km (60 % Entdeckungswahrscheinlichkeit) erfassen und Flugzeuge von der Größe einer MiG-19 auf 30 bis 45 km. Der Suchwinkel betrug 60° horizontal und 14° vertikal, wobei der Bereich alle 3,5 Sekunden abgetastet wurde. Die Aufschaltung der Raketen konnte aus einer Entfernung von bis zu 45 km auf eine Tu-16 und bis 32 km auf eine MiG-19 erfolgen. Das eingebaute IFF-System SRZO-2M konnte Flugzeuge bis in eine Entfernung von 40 km identifizieren. Die Avionik bestand aus dem Navigationssystem Route-4P und IFR System RSNB-2, dem Navigationscomputer NWU-B, Kursrechner KS-6W, dem erst 1969 voll einsatzfähigem Autopiloten AP-7P, den Höhen-, Geschwindigkeits- und Richtungsmessern TsSW-1M-1W, DISS-2, KUSI-2500, ZWS, ARK-10, WDI-30 und RW-UM, dem ILS-Empfänger MRP-56P, dem Funksystem 1RSB-70-US-8, RSIU-5W und SPU mit einer Reichweite bis zu 3000 km zur Bodenstation und bis zu 500 km zu anderen Flugzeugen. In einem abnehmbaren Container unter dem Rumpf war der Flugdatenrekorder KZA untergebracht. Von diesem existierten eine Standardvariante und eine „volle“ Variante. Die Standardvariante filmte das Instrumentenpanel des Piloten und den Bildschirm des Smertsch-Radars im Cockpit des Navigators. Die erweiterte Variante wog 500 kg und konnte auch die Daten der Raketen, des Radars, des Datenlinks und einige weitere Daten aufzeichnen. Einige Tu-128 wurden Ende der 1970er Jahre mit Radarwarnsensoren Sirena-3 ausgerüstet. Das Flugzeug galt zu dieser Zeit als leicht zu produzieren, da es auf einfache Produktion ausgelegt war und die eingesetzten Materialien und Technologien – mit Ausnahme der integrierten Flügeltanks – bereits zuvor Verwendung fanden. So wurde die Flügelstruktur aus den Aluminiumlegierungen D-16, W-93 und W-95 gefertigt, für einige Formteile wie die Steuerräder kamen auch Magnesiumlegierungen wie MI25-74 zum Einsatz. Für Bolzen und tragende Teile wurden Stahllegierungen wie 30ChGSNA und EI-643 eingesetzt.

## Technische Daten

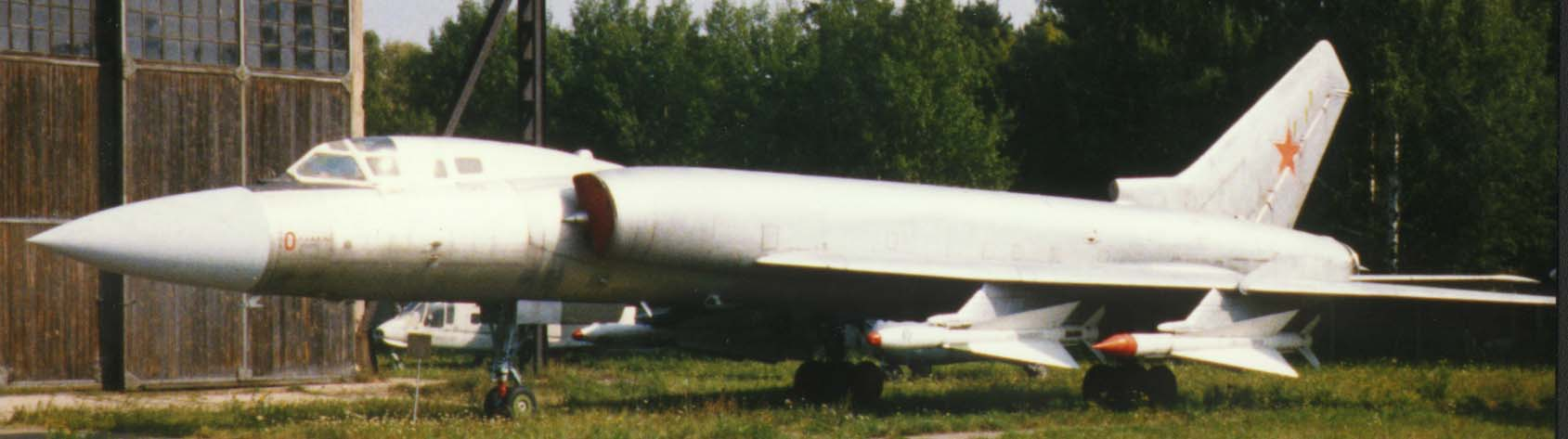
Tu-128

Dreiseitenriss

| Kenngröße                | Daten |
| ------------------------ | --- |
| Besatzung                | 2 |
| Länge                    | 30,06 m |
| Spannweite               | 17,53 m |
| Spannweite Höhenleitwerk | 8,00 m |
| Höhe                     | 7,15 m |
| Flügelfläche             | 96,94 m² |
| Flügelstreckung          | 3,2 |
| Leermasse                | 25.960 kg (mit Standardflugdatenrekorder) |
| Startmasse               | maximal 43.000 kg |
| Triebwerk                | zwei TL Ljulka AL-7F-2 (je 100 kN mit Nachbrenner, 67,6 kN ohne Nachbrenner)                                                                 |
| Höchstgeschwindigkeit    | 1.665 km/h in 11.000 m mit vier Raketen und 32 t AUW 1.910 km/h in 12.000 m ohne Raketen jeweils mit vollem Nachbrenner                      |
| Einsatzgeschwindigkeit   | 1.300 km/h optimale Überschallgeschwindigkeit zum Abfangen aus maximaler Entfernung Patrouillengeschwindigkeit 910 km/h                      |
| Steiggeschwindigkeit     | 3,5/14 min auf 10.000 m mit/ohne Nachbrenner und 43 t Startmasse                                                                             |
| Dienstgipfelhöhe         | 15.400 m mit maximalem Nachbrenner und 32 t Masse 12.800 m mit maximalem Schub ohne Nachbrenner leichtere Maschinen erreichten auch 20.000 m |
| maximale Lastvielfache   | 1,8g in allen Höhen bei einer Masse von mehr als 37 t 2g über 10 km Flughöhe und 2,2–2,5g ansonsten                                          |
| Reichweite               | normal 2.510 km bei 910 km/h und 43,4 t Startmasse vor dem Anrollen                                                                          |
| Abfangreichweite         | 580 km mit vollem Nachbrenner 930 km kombiniert 1230 km bei 910 km/h                                                                         |
| Startrollstrecke         | 1.350 m bei vollem Nachbrenner und 43 t Startmasse und Klappen auf 30°                                                                       |
| Landerollstrecke         | 830 m mit Bremsschirm, Klappen auf 30°, Störklappen und voller Bremsstärke                                                                   |
| Landegeschwindigkeit     | 290 km/h |

## Bewaffnung
Waffenzuladung von ca. 2500 kg an vier Außenlaststationen
Luft-Luft-Lenkflugkörper
- 4 × Aufhängepunkte für je 1 × * Bisnowat R-4R (K-80 bzw. AA-5 „Ash“) – halbaktiv, radargesteuert für Kurzstrecken (nur Tu-128)[9]
- 4 × Aufhängepunkte für je 1 × * Bisnowat R-4T (K-80 bzw. AA-5 „Ash“): infrarotgesteuert für Kurzstrecken (nur Tu-128)
- 4 × Aufhängepunkte für je 1 × * Bisnowat R-4MR (K-80 bzw. AA-5 „Ash“): halbaktiv, radargesteuert für Kurzstrecken (nur Tu-128M)
- 4 × Aufhängepunkte für je 1 × * Bisnowat R-4MT (K-80 bzw. AA-5 „Ash“): infrarotgesteuert für Kurzstrecken (nur Tu-128M)

## Einsatz
Eigentlich war Ende der 1960er Jahre geplant, mehr als 25 Jagdfliegergeschwader entlang der Grenzen mit Tu-128 auszurüsten. In Wirklichkeit wurden jedoch nur sechs Geschwader mit jeweils drei Staffeln zu je neun bis zwölf Flugzeugen aufgestellt. Als erstes erhielt das 445. Jagdfliegergeschwader in Kotlas die Maschine. Danach folgten unter anderem das 356. IAP in Semipalatinsk, das 64. IAP in Omsk, und das 350. IAP in Belaja. Die Maschinen wurden dabei an der Grenze zum Teil von vorgelagerten Flugplätzen eingesetzt und operierten dort auch mit Tu-126-Aufklärern zusammen und konnte so anfliegende Flugzeuge bis zu 1100 km vor der Staatsgrenze abfangen. Die einzigen Gefechtseinsätze der Tu-128 waren die Abschüsse einiger amerikanischer Aufklärungsballons über der Sowjetunion zwischen 1972 und 1985. Daneben begleiteten die Maschinen Aufklärungsflugzeuge der USA wie die RC-135 und SR-71.

## Zwischenfälle

### 1960er
1966 kam eine Tu-128 durch einen Pilotenfehler erst hinter der Landebahn zum Stehen und wurde dadurch irreparabel beschädigt. Die Besatzung blieb unverletzt.
Im Sommer 1967 stürzte eine Maschine durch einen Totalausfall der Elektrik ab, wobei sich die Besatzung mit den Schleudersitzen rettete.
Am 4. Oktober 1967 starb der Navigator einer Tu-128, nachdem durch einen Fehler im Treibstoffsystem die Triebwerke ausgefallen waren und sein Schleudersitz nicht funktioniert hatte.
Am 7. März 1968 wurde eine Maschine bei der Landung in einem Schneesturm zerstört, nachdem sie von der Landebahn gerutscht war.
Am 10. Juli 1968 brannte eine Maschine aus, nachdem sie mit laufenden Triebwerken auf der Startbahn stehend ins Rutschen kam, was vom Piloten als Lösen der Bremse wahrgenommen wurde und zu einem Abkommen von der Landebahn führte. Grund der Bewegung war jedoch, dass durch die hohen Sommertemperaturen der zur Versiegelung der Betonplatten der Landebahn eingesetzte Asphalt geschmolzen war und die Reifen auf dem Asphalt ins Rutschen geraten waren.
Am 4. August 1968 stürzte eine Maschine durch den Ausfall der Triebwerke infolge eines Fehlers in der Treibstoffversorgung ab. Die Besatzung konnte sich mit Hilfe der Schleudersitze retten.
Am 28. Mai 1969 explodierte eine Tu-128 – wahrscheinlich infolge eines Triebwerksbrandes – in der Luft, wobei die Besatzung getötet wurde. Diese hatte noch einen Feueralarm in einem Triebwerk gemeldet bekommen, konnte aber aus dem Cockpit die Triebwerke nicht beobachten. So rief sie ein begleitendes Flugzeug zur Inspektion des Triebwerks hinzu, anstatt das Flugzeug per Schleudersitz zu verlassen. In späteren Maschinen wurde zur Beobachtung der Triebwerke ein Periskop eingebaut.
Am 14. September 1969 brach bei der Landung ein Hauptfahrwerksbein durch einen Fertigungsfehler. Die Maschine rutschte von der Landbahn und kollidierte mit einer wartenden An-12. Die Besatzung konnte die Maschine mit den Schleudersitzen verlassen, jedoch entfaltete sich der Fallschirm des Piloten durch die zu niedrige Geschwindigkeit nicht. Nur der Navigator überlebte mit schweren Verbrennungen, während der Pilot sowie die Besatzung und Passagiere der An-12 umkamen.

### 1970er
Am 24. Dezember 1970 stürzte eine Maschine durch einen Fertigungsdefekt in einem Stabilisator und dadurch blockierende Steuerung ab. Die Besatzung rettete sich mit den Schleudersitzen.
Am 6. April 1971 kollidierte eine Maschine bei schlechten Wetterbedingungen durch fehlerhafte Flugplanung und die für die Besatzung unbekannte Fluggegend mit einem Berg.
Am 25. Mai 1971 geriet eine Maschine nach dem Start von Raketen auf ein Übungsziel beim Wegtauchen vom Ziel mit eingeschaltetem Nachbrenner ins Trudeln. Beim Versuch, die Maschine aus dem Trudeln abzufangen, überschritt der Pilot die Lastgrenzen des Flugzeuges, wodurch bei 7g die Tragflächen abbrachen. Etwas ähnliches war schon neun Jahre früher bei einem Test des Flugzeuges passiert, jedoch hatte der Testpilot die Maschine mit einer etwas geringeren Last abfangen können. Dies wurde nach der Aufklärung des Unfalls zum Standardtrainingsprogramm für die Piloten.
Anfang 1972 wurde eine Maschine durch einen Pilotenfehler vor der eigentlichen Landebahn aufgesetzt und dabei so beschädigt, dass sie abgeschrieben werden musste.
Am 12. Mai 1972 wurde die Besatzung einer Maschine getötet, nachdem diese durch den Ausfall des Nachbrenners in einem Triebwerk beim Abheben wieder hart auf der Startbahn aufsetzte, von dieser abkam und Feuer fing.
Am 9. Juni 1972 ging eine Maschine durch einen Bedienungsfehler des Piloten beim Start verloren. Die Besatzung rettete sich mit den Schleudersitzen.
Am 18. Juli 1971 geriet eine Maschine bei einem Testflug zum asymmetrischen Start von zwei Raketen bei Überschallgeschwindigkeit und großer Höhe ins Trudeln. Der Pilot starb nach dem Betätigen des Schleudersitz durch die Kollision mit einem Sitzteil; der Navigator betätigte aus unbekannten Gründen den Schleudersitz nicht und wurde ebenfalls getötet.
Am 14. Dezember 1972 wurde ein Flugzeug zerstört, als die Besatzung bei schlechter Sicht die Landebahn verfehlte und mit einem Fahrzeug am Boden kollidierte. Die Besatzungen des Flugzeuges und des Fahrzeuges kamen dabei ums Leben.
Am 30. März 1973 ging eine Maschine durch einen Fehler des Piloten verloren. Dieser wollte die Landung abbrechen sowie durchstarten und schaltete dazu den Nachbrenner ein. Dies führte jedoch bei diesem Triebwerkstyp zu einem kurzfristigen Schubverlust, wodurch die Maschine aufsetzte, über das Ende der Landebahn hinausschoss und zerstört wurde. Der nur leicht verletzte Navigator konnte den schwerer verletzten Piloten retten.
Am 21. Mai 1973 brach in einem Triebwerk beim Start Feuer aus. Die Maschine stürzte ab, nachdem die Besatzung sich mit den Schleudersitzen gerettet hatte.
Im Winter 1974 wurde eine Maschine bei der Landung durch das Aufsetzen vor der Landebahn beschädigt. Der Regimentskommandeur entschied, die Maschine mangels Platz auf der Eisfläche eines Sees zwischenzuparken, wo sie bei einem unerwarteten Temperaturanstieg einbrach und versank. Nach der Bergung musste sie verschrottet werden.
Am 21. Mai 1974 kam eine Maschine durch einen Pilotenfehler bei Seitenwind von der Landebahn ab, kollidierte mit einem Gebäude und explodierte. Der Pilot wurde getötet, der Navigator rettete sich mit dem Schleudersitz.
Am 25. März 1975 fing ein Triebwerk einer Tu-128 Feuer, worauf die Besatzung versuchte, sich mit Hilfe der Schleudersitze zu retten. Durch einen Fehler im Verriegelungsmechanismus der beiden Schleudersitze zündeten beide praktisch zeitgleich und stießen zusammen, wobei der Navigator getötet wurde.
Am 2. September 1975 musste ein Flugzeug verschrottet werden, nachdem der Pilot mit zu hoher Geschwindigkeit aufgesetzt hatte und der Bremsschirm versagte. Sie blieb erst nach dem Ende der Landebahn stehen, nachdem das Bugfahrwerk in einer Schneewehe abgebrochen war.
Ebenfalls im September 1975 ging eine weitere Maschine unter ähnlichen Umständen verloren, wobei allerdings der Pilot vergessen hatte, den Bremsschirm zu betätigen.
Am 21. Juni 1976 ging eine Tu-128 beim Start durch einen Ausfall der Hydraulik verloren. Die Besatzung rettete sich mit den Schleudersitzen.
Jeweils am 1. Dezember 1976 und am 4. Mai 1977 verließen die jeweiligen Besatzungen nach einem Brand in einem Triebwerk ihre Maschinen, wonach diese abstürzten und zerstört wurden.
Am 24. Mai 1977 kam der Navigator einer Maschine durch eine Fehlfunktion der Schleudersitze ums Leben, nachdem der Pilot beim Landeanflug zu steil gesunken war, die Maschine nicht mehr abfangen konnte und den Schleudersitz betätigt hatte.
Anfang 1978 wurde eine Maschine bei einer verunglückten Landung schwer beschädigt und später abgeschrieben.
Am 17. Juli 1978 kollidierten zwei Tu-128 im Flug, nachdem eine der im Paar fliegenden Maschinen durch eine Unachtsamkeit des Piloten unter die andere Maschine gesteuert worden war. Die obere Maschine wurde nur leicht beschädigt und konnte landen. Die untere Maschine stürzte ab. Die Besatzung rettete sich per Schleudersitz, konnte jedoch erst Stunden später lebend aus dem eisigen Arktischen Ozean gerettet werden.

### 1980er
Am 11. März 1980 wurde der Pilot einer Maschine bei einer verunglückten Landung getötet und die Maschine zerstört.
Am 14. August 1980 stürzte eine Maschine beim Start durch einen Fehler im Steuerungssystem ab. Die Besatzung blieb durch Nutzung der Schleudersitze unverletzt. Bei der Untersuchung des Unfalls stellte sich heraus, dass ein Sicherungshebel im Cockpit nicht eingerastet war, was durch einen Konstruktionsfehler für den Piloten nicht sichtbar war.
Im Februar 1981 kam eine Tu-128 bei einer Landung bei Nacht, schlechtem Wetter und Nebel erst hinter der Landebahn mit abgebrochenem Hauptfahrwerk und schwer beschädigt zum Stehen.
Im März ging eine Tu-128 durch einen Triebwerksfehler (Lösung eines Blattes im Verdichter) verloren. Die Besatzung rettete sich durch die Schleudersitze.
Am 18. Februar 1982 geriet eine Tu-128M bei einem Übungsflug durch einen Pilotenfehler in den Abgasstrahl einer als Ziel dienenden Tu-16, worauf die Maschine ins Trudeln geriet und auseinanderbrach. Die Besatzung konnte die Schleudersitze durch die hohen Kräfte nicht auslösen und wurde getötet.
Am 12. August 1982 schoss eine Tu-128M über das Ende der Landebahn hinaus und wurde irreparabel beschädigt, nachdem der Pilot den Start abbrach, da der Navigator vergessen hatte, seine Cockpithaube richtig zu schließen.
Am 18. August 1982 wurde der Pilot einer Maschine durch den Ausfall des Nachbrenners beim Start getötet, da die Maschine zu spät abhob, nicht stieg, ein Gebäude hinter dem Ende der Startbahn streifte und etwa 650 m hinter der Startbahn auf der Erde aufschlug. Der Navigator konnte sich mit dem Schleudersitz retten.
Am 16. September 1982 stürzte eine Tu-128M durch einen Brand im Triebwerk nach dem Start ab. Die Besatzung rettete sich mit den Schleudersitzen.
Am 7. April 1983 versuchte ein Pilot durch Unaufmerksamkeit und schlechtes Wetter am Ende der Landebahn aufzusetzen. Als er seinen Fehler bemerkte, zog er das Flugzeug so steil hoch, dass das Heck den Boden streifte und 3,8 km nach der Landebahn erneut aufsetzte. Die in der Maschine verbliebene Besatzung kam trotz der kompletten Zerstörung der Maschine mit dem Schrecken davon.
Am 1. Februar 1984 stürzte durch einen Ausfall im Steuerungssystem eine Tu-128M ab. Die Besatzung rettete sich mit den Schleudersitzen.
Im Winter 1984 wurde eine Maschine durch einen Pilotenfehler bei der Landung bei schlechtem Wetter irreparabel beschädigt.
Am 6. Juni 1985 fiel das hydraulische Steuerungssystem einer Maschine aus und das Flugzeug ging in eine unkontrollierbare Fluglage über. Der Pilot brach sich beim Verlassen des Flugzeuges mit dem Schleudersitz das Genick, da er das Visier des Helms nach oben geöffnet hatte. Der Navigator kam mit leichten Verletzungen davon.
Am 6. August 1985 wurde die Besatzung getötet und die Maschine zerstört, weil der Pilot vergessen hatte, die Landeklappen auszufahren, mit viel zu hoher Geschwindigkeit aufsetzte und hinter der Landebahn ein Gebäude rammte.
Im Juli 1986 stürzte eine Tu-128M nach einem Fehler im Steuerungssystem ab; die Besatzung überlebte.
Am 15. Januar 1987 wurde eine Tu-128M bei einer missglückten Landung in einem Schneesturm irreparabel beschädigt.
Am 16. März 1987 verließ die unverletzte Besatzung ihre Maschine, nachdem Feuer in einem Triebwerk durch den Bruch eines Verdichterblattes ausgebrochen war.
Am Ende ihrer Dienstzeit Mitte der 1980er-Jahre kam es immer häufiger zu Problemen in verschiedenen Komponenten durch Korrosion. Dies wurde durch die verwendeten Legierungen (speziell die Magnesiumlegierungen) und den Einsatz unter schweren Witterungsbedingungen begünstigt. Auch die Bremsschirme versagten am Ende der Einsatzzeit durch Alterung sehr häufig.